# 君津警察署
君津警察署（きみつけいさつしょ）は、千葉県警察が管轄する警察署の一つである。

## 所在地
- 千葉県君津市久保四丁目1番1号

- 北緯35度19分48.1秒 東経139度54分12.5秒 / 北緯35.330028度 東経139.903472度
- 鹿野山［北西］ - 地理院地図
- 君津警察署 - Google マップ

## 管轄区域
- 君津市

## 庁舎概要
君津警察署庁舎
- 竣工年 : 1993年
- 延床面積 : 2,539m²
- 構造/規模 : RC造、地上3階

君津警察署車庫
- 竣工年 : 1993年
- 延床面積 : 487m²
- 構造/規模 : RC造、地上2階

君津警察署上総幹部交番庁舎
- 竣工年 : 1971年
- 延床面積 : 227m²
- 構造/規模 : RC造、地上2階

## 沿革
- 1993年（平成5年）3月17日：木更津警察署から分離独立し開署

## 幹部交番
- 上総幹部交番（君津市久留里市場551番地）

## 交番
- 大和田交番（君津市大和田663番地82）
- 君津駅前交番（君津市中野4丁目1番地）
- 外箕輪交番（君津市外箕輪4丁目31番11号）

## 駐在所
- 小糸駐在所（君津市大井戸491番地）
- 周南駐在所（君津市宮下1丁目5番1号）
- 清和駐在所（君津市東粟倉417番地1）
- 中駐在所（君津市中島718番地88）

### 上総幹部交番管轄
- 亀山駐在所（君津市坂畑237番地）
- 末吉駐在所（君津市末吉146番地1）
- 松丘駐在所（君津市広岡1630番地8）